# Liste von Burgen, Schlössern und Festungen im Département Landes
Die Liste von Burgen, Schlössern und Festungen im Département Landes listet bestehende und abgegangene Anlagen im Département Landes auf. Das Département zählt zur Region Nouvelle-Aquitaine in Frankreich.

Wappen des Départements Landes (40)
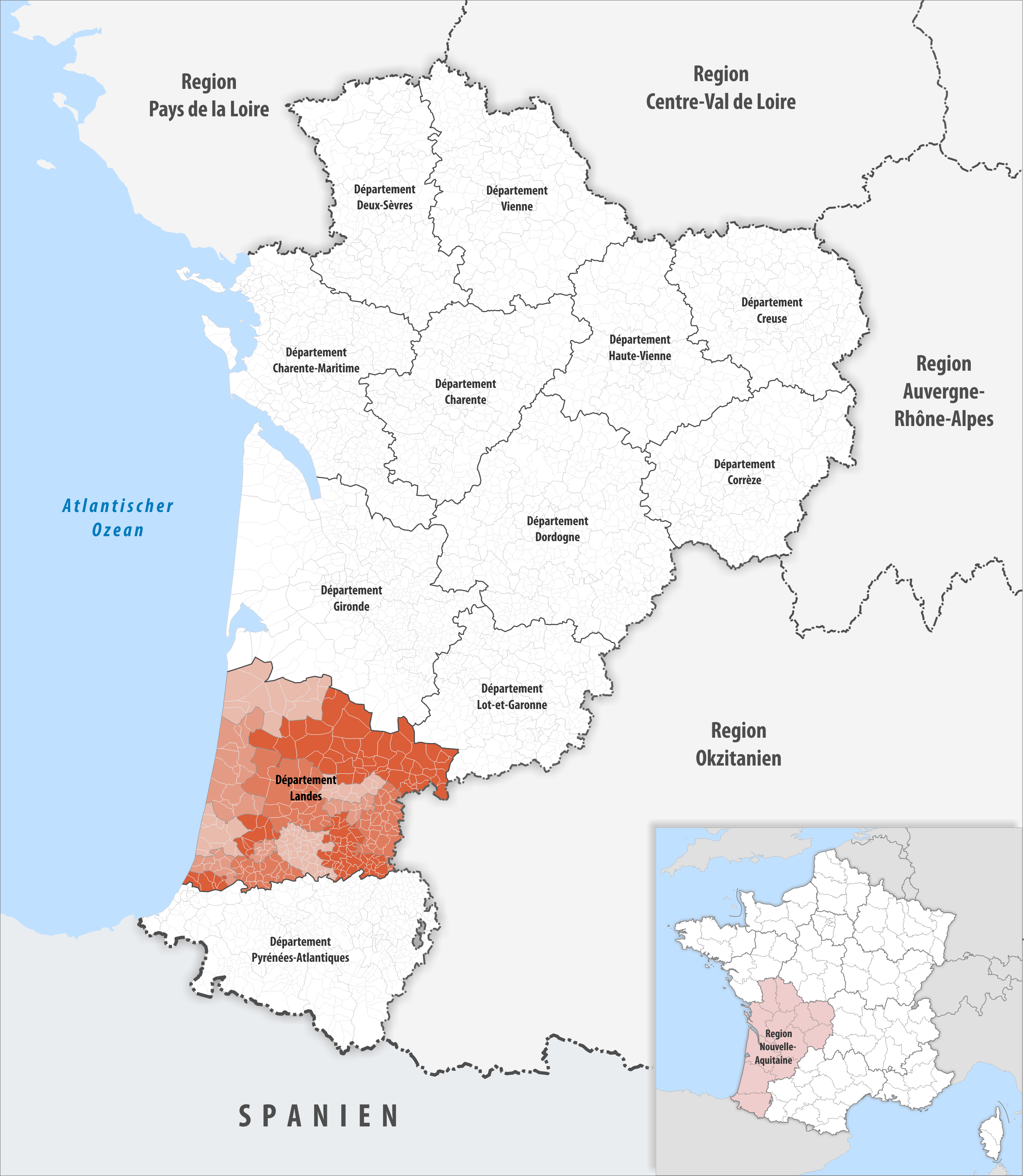
Lage des Départements Landes in der Region Nouvelle-Aquitaine
Lage der Region Nouvelle-Aquitaine in Frankreich

## Liste
Bestand am 23. Dezember 2022: 118
| Name deu / fra                                                         | Gemeinde / Lage                                    | Typ (Untertyp)       | Bemerkungen                                                                             | Bild |
| ---------------------------------------------------------------------- | -------------------------------------------------- | -------------------- | --------------------------------------------------------------------------------------- | ---- |
| Schloss Agès Château d'Agès                                            | Morcenx 44,00666° N, 0,890944° W                   | Schloss              |                                                                                         |      |
| Schloss Amou Château d'Amou                                            | Amou 43,595335° N, 0,745272° W                     | Schloss              |                                                                                         |      |
| Schloss Aon Château d'Aon                                              | Brocas 44,045721° N, 0,534484° W                   | Schloss              |                                                                                         |      |
| Schloss Aon Château d'Aon                                              | Hontanx 43,824444° N, 0,270833° W                  | Schloss              |                                                                                         |      |
| Schloss Aranguiche Château d'Aranguiche                                | Sainte-Marie-de-Gosse 43,551123° N, 1,248965° W    | Schloss              |                                                                                         |      |
| Schloss Arcet Château d'Arcet                                          | Montaut 43,739805° N, 0,643381° W                  | Schloss              |                                                                                         |      |
| Schloss Argoubet Château d'Argoubet                                    | Arsague 43,586115° N, 0,788553° W                  | Schloss              |                                                                                         |      |
| Burg Aspremont Château d'Aspremont                                     | Peyrehorade 43,546386° N, 1,101741° W              | Burg                 | Ruine                                                                                   |      |
| Schloss Bachen Château de Bachen                                       | Duhort-Bachen 43,718889° N, 0,301667° W            | Schloss              |                                                                                         |      |
| Schloss Bec du Gave Château de Bec du Gave                             | Port-de-Lanne 43,547457° N, 1,192797° W            | Schloss              |                                                                                         |      |
| Schloss Behr Château de Behr                                           | Gamarde-les-Bains                                  | Schloss              |                                                                                         |      |
| Schloss Bellegarde Château Bellegarde                                  | Rion-des-Landes 43,933611° N, 0,920556° W          | Schloss              |                                                                                         |      |
| Schloss Benauge Château de Benauge                                     | Renung 43,756539° N, 0,362684° W                   | Schloss              |                                                                                         |      |
| Schloss Bertheuil Château de Bertheuil                                 | Saint-Perdon 43,871328° N, 0,605617° W             | Schloss              | Ruine                                                                                   |      |
| Schloss Beyrie Château de Beyrie                                       | Baigts 43,696804° N, 0,77825° W                    | Schloss              |                                                                                         |      |
| Schloss Beyries Château de Beyries                                     | Beyries 43,563057° N, 0,651989° W                  | Schloss              |                                                                                         |      |
| Schloss Biaudos Château de Biaudos                                     | Biaudos 43,555° N, 1,309722° W                     | Schloss              |                                                                                         |      |
| Schloss Bordus Château de Bordus                                       | Sainte-Marie-de-Gosse 43,548517° N, 1,241418° W    | Schloss              |                                                                                         |      |
| Burg Boucosse Château de Boucosse                                      | Mugron 43,744722° N, 0,773056° W                   | Burg                 |                                                                                         |      |
| Schloss Briat Château de Briat                                         | Mauvezin-d’Armagnac 43,959669° N, 0,120421° W      | Schloss              |                                                                                         |      |
| Burg Bruix Château de Bruix                                            | Clèdes 43,595657° N, 0,37835° W                    | Burg                 | Ruinen                                                                                  |      |
| Schloss Camiade Château de Camiade                                     | Biarrotte 43,562295° N, 1,276391° W                | Schloss              |                                                                                         |      |
| Schloss Campet Château de Campet                                       | Campet-et-Lamolère 43,918979° N, 0,625626° W       | Schloss              |                                                                                         |      |
| Schloss Candale Château de Candale                                     | Doazit 43,683669° N, 0,66021° W                    | Schloss              |                                                                                         |      |
| Schloss Captan Château de Captan (Château de Galard)                   | Audignon 43,730708° N, 0,576692° W                 | Schloss              |                                                                                         |      |
| Schloss Castandet Château de Castandet                                 | Castandet 43,813611° N, 0,351944° W                | Schloss              |                                                                                         |      |
| Schloss Castéra Château de Castéra                                     | Bonnegarde 43,568486° N, 0,716749° W               | Schloss              |                                                                                         |      |
| Schloss Castéra Château de Castéra                                     | Hinx 43,706766° N, 0,92986° W                      | Schloss              |                                                                                         |      |
| Schloss Castets Château de Castets                                     | Saint-André-de-Seignanx 43,584351° N, 1,385099° W  | Schloss              |                                                                                         |      |
| Schloss Castillon Château de Castillon                                 | Arengosse 44,005833° N, 0,796389° W                | Schloss              |                                                                                         |      |
| Schloss Caumale Château de Caumale                                     | Escalans 43,9834° N, 0,0336° O                     | Schloss              |                                                                                         |      |
| Schloss Cauna Château de Cauna                                         | Cauna 43,781111° N, 0,641667° W                    | Schloss              |                                                                                         |      |
| Schloss Caupenne Château de Caupenne                                   | Caupenne 43,683732° N, 0,747211° W                 | Schloss              |                                                                                         |      |
| Schloss Cère Château de Cère                                           | Cère                                               | Schloss              |                                                                                         |      |
| Schloss Charles Château Charles                                        | Estibeaux 43,600564° N, 0,913129° W                | Schloss              |                                                                                         |      |
| Schloss Coudures Château de Coudures                                   | Coudures                                           | Schloss              |                                                                                         |      |
| Herrenhaus Drouilhet Manoir de Drouilhet                               | Clèdes 43,620639° N, 0,378151° W                   | Schloss (Herrenhaus) |                                                                                         |      |
| Schloss Ducros Château Ducros (Château des évêques)                    | Saint-Pandelon                                     | Schloss              | Ehemaliges Bischofsschloss                                                              |      |
| Schloss Estignols Château d'Estignols                                  | Aurice 43,786016° N, 0,587973° W                   | Schloss              |                                                                                         |      |
| Schloss Estrac Château d'Estrac                                        | Hastingues 43,535001° N, 1,148973° W               | Schloss              |                                                                                         |      |
| Schloss Fondat Château de Fondat                                       | Saint-Justin 43,984722° N, 0,199722° W             | Schloss              |                                                                                         |      |
| Schloss Garanx Château Garanx                                          | Pouillon                                           | Schloss              |                                                                                         |      |
| Schloss Gardera Château de Gardera                                     | Bélus 43,590377° N, 1,105505° W                    | Schloss              |                                                                                         |      |
| Schloss Gaube Château de Gaube                                         | Perquie 43,856944° N, 0,230278° W                  | Schloss              |                                                                                         |      |
| Schloss Gaujacq Château de Gaujacq                                     | Gaujacq 43,632778° N, 0,759722° W                  | Schloss              |                                                                                         |      |
| Schloss Le Général Lamarque Château du Général Lamarque                | Saint-Sever 43,758889° N, 0,571944° W              | Schloss              |                                                                                         |      |
| Schloss Hagetmau Château de Hagetmau                                   | Hagetmau                                           | Schloss              |                                                                                         |      |
| Schloss Haubardin Château Haubardin                                    | Saint-Pandelon                                     | Schloss              | Es verdankt seinem Namen Haubardin de Luxembourg, Gouverneur von Dax im 16. Jahrhundert |      |
| Schloss Hercular Château d'Hercular                                    | Saint-Pandelon 43,671181° N, 1,032485° W           | Schloss              |                                                                                         |      |
| Schloss Herran Château Herran                                          | Saint-Pandelon                                     | Schloss              |                                                                                         |      |
| Schloss Le Hitau Château du Hitau                                      | Saint-André-de-Seignanx                            | Schloss              |                                                                                         |      |
| Schloss Hon Château de Hon                                             | Gamarde-les-Bains 43,733802° N, 0,856463° W        | Schloss              |                                                                                         |      |
| Schloss Jourdan Château de Jourdan                                     | Escalans 44,015734° N, 0,037138° O                 | Schloss              |                                                                                         |      |
| Schloss La Roque Château de La Roque                                   | Ondres 43,55943° N, 1,461295° W                    | Schloss              |                                                                                         |      |
| Schloss Laballe Château de Laballe                                     | Parleboscq                                         | Schloss              | Gehörte ehemals dem Schriftsteller und Diplomaten Fernand Laudet                        |      |
| Schloss Labeyrie Château de Labeyrie                                   | Gamarde-les-Bains                                  | Schloss              |                                                                                         |      |
| Burg Labrit Château de Labrit                                          | Labrit 44,0978° N, 0,5413° W                       | Burg                 | Abgegangen                                                                              |      |
| Burg Lacataye Donjon Lacataye                                          | Mont-de-Marsan 43,892222° N, 0,498889° W           | Burg (Turm)          |                                                                                         |      |
| Schloss Lacaze Château de Lacaze                                       | Parleboscq 43,943056° N, 0,034167° O               | Schloss              |                                                                                         |      |
| Schloss Lafitte Château Lafitte                                        | Le Frêche                                          | Schloss              |                                                                                         |      |
| Schloss Lalanne Caverie de Lalanne                                     | Saint-André-de-Seignanx                            | Schloss              | Weinkellerei                                                                            |      |
| Schloss Lamothe Château de Lamothe                                     | Pouillon 43,60305° N, 0,994568° W                  | Schloss              |                                                                                         |      |
| Schloss Larrat Château Larrat                                          | Saint-Martin-de-Hinx                               | Schloss              |                                                                                         |      |
| Schloss Lataulade Château de Lataulade                                 | Saint-Cricq-Chalosse 43,655181° N, 0,693586° W     | Schloss              |                                                                                         |      |
| Schloss Le Lau Château du Lau                                          | Duhort-Bachen 43,726389° N, 0,340833° W            | Schloss              |                                                                                         |      |
| Schloss Laurens Castelet Château de Laurens Castelet                   | Benquet 43,833611° N, 0,498333° W                  | Schloss              |                                                                                         |      |
| Schloss Laureta Château Laureta                                        | Saint-Pandelon                                     | Schloss              |                                                                                         |      |
| Schloss Le Prada Château Le Prada                                      | Saint-Lon-les-Mines 43,616512° N, 1,12861° W       | Schloss              |                                                                                         |      |
| Schloss Linois de Prigny Château Linois de Prigny                      | Saint-Cricq-du-Gave 43,533912° N, 1,000272° W      | Schloss              |                                                                                         |      |
| Schloss Lobit Château de Lobit                                         | Saint-Maurice-sur-Adour 43,7925° N, 0,461944° W    | Schloss              |                                                                                         |      |
| Burg Loubens Château de Loubens                                        | Hontanx 43,816389° N, 0,250278° W                  | Burg                 |                                                                                         |      |
| Schloss Le Loumaing Château du Loumaing                                | Lahosse 43,719444° N, 0,801111° W                  | Schloss              |                                                                                         |      |
| Schloss Loustauneau Château de Loustauneau                             | Gabarret                                           | Schloss              |                                                                                         |      |
| Schloss Lousteau Château de Lousteau                                   | Gamarde-les-Bains                                  | Schloss              |                                                                                         |      |
| Schloss Marpaps Château de Marpaps                                     | Marpaps 43,575097° N, 0,676136° W                  | Schloss              |                                                                                         |      |
| Schloss Marsan Château de Marsan                                       | Roquefort                                          | Schloss              |                                                                                         |      |
| Schloss Mente Château de Mente (Château de Cauneille)                  | Cauneille 43,546192° N, 1,067956° W                | Schloss              | Heute ein Altenheim (FAM - Foyer d’Accueil Médicalisé)                                  |      |
| Schloss Milleton Château de Milleton                                   | Gabarret 43,980643° N, 0,007982° W                 | Schloss              |                                                                                         |      |
| Schloss Momuy Château de Momuy                                         | Momuy 43,612641° N, 0,640181° W                    | Schloss              |                                                                                         |      |
| Schloss Monbet Château Monbet                                          | Saint-Lon-les-Mines                                | Schloss              |                                                                                         |      |
| Schloss Monplaisir Château Monplaisir                                  | Biaudos 43,543112° N, 1,326259° W                  | Schloss              |                                                                                         |      |
| Schloss Montauzé Château de Montauzé                                   | Saint-Martin-de-Hinx 43,591481° N, 1,275472° W     | Schloss              |                                                                                         |      |
| Schloss Montbron Château de Montbron                                   | Biscarrosse 44,395044° N, 1,169149° W              | Schloss              |                                                                                         |      |
| Schloss Montpellier-sur-Adour Château de Montpellier-sur-Adour         | Saint-Laurent-de-Gosse 43,503033° N, 1,299499° W   | Schloss              |                                                                                         |      |
| Burg Montréal Château de Montréal                                      | Peyrehorade 43,543889° N, 1,104167° W              | Burg                 |                                                                                         |      |
| Schloss Moré Château de Moré                                           | Morcenx 44,024584° N, 0,915854° W                  | Schloss (Herrenhaus) |                                                                                         |      |
| Schloss Navailles Château de Navailles                                 | Dumes 43,705336° N, 0,586231° W                    | Schloss              |                                                                                         |      |
| Burg Nolibos Château de Nolibos                                        | Mont-de-Marsan 43,893333° N, 0,498333° W           | Burg                 | Abgegangen                                                                              |      |
| Schloss Oro Château d'Oro                                              | Saugnac-et-Cambran 43,670314° N, 0,983022° W       | Schloss              |                                                                                         |      |
| Schloss Pomiès Château de Pomiès                                       | Perquie 43,881245° N, 0,261258° W                  | Schloss              |                                                                                         |      |
| Burg Poudenx Château de Poudenx                                        | Brassempouy 43,633997° N, 0,694486° W              | Burg                 | Ruine                                                                                   |      |
| Schloss Poudenx Château de Poudenx                                     | Saint-Cricq-Chalosse 43,653702° N, 0,685185° W     | Schloss              |                                                                                         |      |
| Schloss Le Pouy Château du Pouy                                        | Saint-Martin-de-Hinx 43,587657° N, 1,248963° W     | Schloss              |                                                                                         |      |
| Burg Poyaller Château de Poyaller                                      | Saint-Aubin 43,71703° N, 0,734735° W               | Burg                 | Ruine, nur ein Turm ist übrig                                                           |      |
| Schloss Poyanne Château de Poyanne                                     | Poyanne 43,757222° N, 0,814722° W                  | Schloss              |                                                                                         |      |
| Schloss Le Prada Château du Prada                                      | Labastide-d’Armagnac 43,968333° N, 0,185278° W     | Schloss              |                                                                                         |      |
| Schloss Le Rau Château du Rau                                          | Gamarde-les-Bains                                  | Schloss              |                                                                                         |      |
| Schloss Ravignan Château de Ravignan                                   | Perquie 43,875556° N, 0,283333° W                  | Schloss              |                                                                                         |      |
| Schloss Rochefort-Lavie Château de Rochefort-Lavie                     | Belhade 44,377222° N, 0,700556° W                  | Schloss              |                                                                                         |      |
| Feste Häuser der Römer Maisons fortes romanes de Mont-de-Marsan        | Mont-de-Marsan 43,893611° N, 0,500556° W           | Burg (Festes Haus)   | Zwei der Häuser sind noch heute erhalten                                                |      |
| Schloss Rouge Château Rouge                                            | Gabarret                                           | Schloss              |                                                                                         |      |
| Schloss Routger Château de Routger                                     | Sainte-Marie-de-Gosse 43,562771° N, 1,230733° W    | Schloss              |                                                                                         |      |
| Schloss Saint-Jean de la Castelle Château de Saint-Jean de la Castelle | Duhort-Bachen 43,741526° N, 0,312409° W            | Schloss              | Ehemalige Abtei, heute ein Pferdegestüt                                                 |      |
| Schloss Saint-Martin Château de Saint-Martin                           | Pouillon 43,619398° N, 0,988255° W                 | Schloss              |                                                                                         |      |
| Schloss Saint-Martin-de-Seignanx Château de Saint-Martin-de-Seignanx   | Saint-Martin-de-Seignanx 43,547592° N, 1,389095° W | Schloss              |                                                                                         |      |
| Schloss Saint-Maurice-sur-Adour Château de Saint-Maurice-sur-Adour     | Saint-Maurice-sur-Adour 43,782222° N, 0,463333° W  | Schloss              |                                                                                         |      |
| Schloss Saint-Vidou Château de Saint-Vidou                             | Le Frêche 43,915872° N, 0,238385° W                | Schloss              |                                                                                         |      |
| Schloss Sordet Château Sordet                                          | Pouillon                                           | Schloss              |                                                                                         |      |
| Schloss Sorey Gentilhommière de Sorey                                  | Saint-Martin-de-Hinx                               | Schloss (Herrenhaus) |                                                                                         |      |
| Schloss Le Souilh Château du Souilh                                    | Duhort-Bachen 43,721765° N, 0,328652° W            | Schloss              |                                                                                         |      |
| Schloss Le Souquet Château du Souquet                                  | Lesperon 43,963448° N, 1,060192° W                 | Schloss              |                                                                                         |      |
| Schloss Soustra Château de Soustra                                     | Gamarde-les-Bains                                  | Schloss              |                                                                                         |      |
| Festes Haus Tampouy Maison forte de Tampouy                            | Le Frêche 43,91103° N, 0,265196° W                 | Burg (Festes Haus)   |                                                                                         |      |
| Burg Tuc de Houns Tuc de Houns                                         | Saint-Paul-en-Born 44,233056° N, 1,181389° W       | Burg (Motte)         | Abgegangen                                                                              |      |
| Schloss Uza Château d'Uza                                              | Uza 44,035833° N, 0,201667° W                      | Schloss              |                                                                                         |      |
| Schloss Le Vignau Château du Vignau                                    | Le Vignau 43,778611° N, 0,293056° W                | Schloss              |                                                                                         |      |
| Schloss Villandraut Château de Villandraut                             | Tilh 43,576172° N, 0,851874° W                     | Schloss              |                                                                                         |      |
| Schloss Woolsack Château Woolsack                                      | Mimizan 44,2265° N, 1,2198° W                      | Schloss              |                                                                                         |      |